# Арташшумара
Арташшумара — царь Митанни, правил приблизительно в 1375 — 1370 годах до н. э.
Старший сын Шуттарны II и брат Тушратты. Убит во время дворцового переворота вельможей Тухи (или Пархи) руководителем антиегипетской группировки сановников, недовольных политикой царей Митанни направленной на сближение с Египтом. Видимо, мятеж и убийство Арташшумары были результатом переговоров между хеттским царём Суппилулиумой I и Артадамой II, претендентом на престол Митанни.
Данные события известны из письма младшего брата и наследника Арташшумары на престоле Тушратты к египетскому фараону Аменхотепу III, сохранившегося в Амарнском архиве:

«Когда я вступил на престол моего отца, я был ещё мал, и Тухи злое творил моей стране и убил своего господина. И посему он не допускал, чтобы я поддерживал дружбу с тем, кого я ценю. Я же, в виду его злодеяний, учиненных в моей стране, не медлил и казнил убийц Арташшумара, моего брата».
| Династия царей Митанни      |                                       |                    |
| Предшественник: Шуттарна II | царь Митанни ок. 1375 — 1370 до н. э. | Преемник: Тушратта |